# James McCartney
Pour les articles homonymes, voir McCartney.
James McCartney, né le 12 septembre 1977 à Londres, est un musicien anglais. Il est le fils de Paul et Linda McCartney.

## Biographie

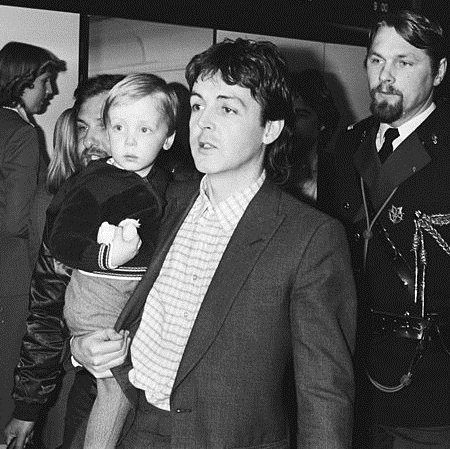
Âgé de deux ans, James McCartney en 1980 avec son père.

James Louis McCartney a passé les deux premières années de sa vie sur les routes quand ses parents étaient en tournée. Le groupe Wings se sépare en 1981, la famille McCartney s'installe à Rye, dans le Sussex. Il fréquente l'école secondaire locale, le Thomas Peacocke Community College. Sa première source d'inspiration pour apprendre la guitare était Michael J. Fox dans Retour vers le futur. Il commence à jouer de la musique quand son père lui donne une Fender Stratocaster à l'âge de neuf ans. La guitare appartenait à Carl Perkins.
En 1989, James, avec ses sœurs Mary et Stella, rejoignent Paul et Linda en tournée mondiale. Il poursuit ses études avec un précepteur sur la route. En 1995, James présente sa sœur Mary au producteur de télévision Alistair Donald, qu'elle épousera plus tard.
Le 17 avril 1998, à Tucson, en Arizona, James, avec son père et ses sœurs, sont aux côtés de leur mère quand celle-ci meurt d'un cancer du sein, qui avait été diagnostiqué en 1995. Plus tard, McCartney reçoit un diplôme au Bexhill Collège.
James McCartney a joué de la guitare et de la batterie sur certains albums solos de son père, y compris dans Flaming Pie en 1997 et dans Driving Rain en 2001. Il a coécrit quelques chansons.
En 2004, il quitte le domicile familial pour vivre dans un appartement de Brighton. En 2005, il accompagne Paul lors de sa tournée américaine. En 2008, il travaille avec David Kahne, son père, et un certain nombre d'autres musiciens sur l'enregistrement de son propre album. Il fait ses débuts aux États-Unis, avec un concert le 14 novembre 2009 au Convention Centre[précision nécessaire], où il a joué sous un pseudonyme. 
Sa première sortie officielle en tant que musicien et compositeur, se concrétise par un album qui contient quatre chansons originales composées par James ainsi qu'une reprise de Neil Young Old Man. En plus de composer des chansons et chanter, il joue de la guitare électrique et acoustique, de la mandoline, du piano et de la contrebasse. Produit par David Kahne et Paul McCartney, il enregistre dans le Sussex, à Londres et New York au cours de l'année précédente, y compris dans les studios d'Abbey Road.
James McCartney a deux demi-sœurs, Heather, fille de Linda McCartney et de Joseph Melville See Jr., et Béatrice, née en 2003 de Paul et de sa seconde épouse, Heather Mills ; et deux sœurs, Stella, créatrice de mode, et Mary, photographe. James a six neveux et deux nièces,.
James McCartney pratique la technique de méditation transcendantale : « La méditation transcendantale joue un grand rôle dans ma vie, comme cela a été le cas pour mon père et les autres Beatles. Je médite régulièrement, deux fois par jour».
En avril 2024, il collabore avec Sean Ono Lennon à l'écriture de la chanson Primrose Hill qui sort en single à son nom.

## Discographie

### Collaboration
- 1997: Flaming Pie de Paul McCartney
- 1998: Wide Prairie de Linda McCartney
- 2001: Driving Rain de Paul McCartney

### Solo
- 2010: Available Light EP
- 2011: Close At Hand EP

- 2011: The Complete EP Collection
- 2013: Me (en)

- 2016: The Blackberry Train[10]